# What Women Want
What Women Want is een Amerikaanse fantasy-komediefilm uit 2000 onder regie van Nancy Meyers. Hoofdrolspeler Mel Gibson werd hiervoor genomineerd voor een Golden Globe, actrice Marisa Tomei voor een Golden Satellite Award en de film zelf voor een Saturn Award. What Women Want won daadwerkelijk een Goldene Leinwand mit Stern en een Platina Bogey Award.

## Verhaal
Nick Marshall (Mel Gibson) is een echte macho en vrouwenverslinder. Hij is zelfverzekerd op het arrogante af en meent dat alle vrouwen hem charmant vinden. Hij werkt bij een reclamebureau waar hij de mannelijke doelgroep goed weet aan te spreken met campagnes vol sexy vrouwen. De positie van creative director is vacant en Nick aast op de functie. Echter, de directeur van het reclamebureau geeft in een vergadering aan dat vrouwen een veel interessantere doelgroep zijn en hij dus een vrouw aanstelt om nieuwe campagnes gericht op de vrouw te ontwerpen. Nick vindt het maar niets dat Darcy McGuire (Helen Hunt) nu zijn baas is. Bij de eerste vergadering van Darcy geeft ze alle medewerkers een doos met typische vrouwenproducten; een panty, make-up, ontharingshars etc. De medewerkers hebben de opdracht gekregen een reclame te verzinnen voor deze producten. 
Nick zit die avond te mokken terwijl hij de inhoud bestudeert. Hij kan geen reclames verzinnen en in een dronken bui besluit hij alle producten uit te proberen om te "denken als een vrouw". Na een ruzie met zijn dochter valt Nick in de badkuip met een föhn. Hij wordt geëlektrocuteerd en wordt pas de volgende dag wakker. Langzaamaan komt hij er achter dat hij nu kan horen wat vrouwen denken. Het is een openbaring voor Nick die nu ontdekt dat alle vrouwen in zijn omgeving (zijn collega's, zijn ex-vrouw en zijn dochter) hem niet kunnen uitstaan. Met zijn nieuwe gave is hij echter ook in staat Darcy het leven zuur te maken door haar ideeën te stelen en haar baan in te pikken. 
Dit gaat enige tijd goed maar hij merkt dat hij gevoelens voor haar begint te krijgen omdat hij nu zoveel van haar begrijpt. Het bitchy imago dat ze heeft bij andere collega's ziet hij niet omdat hij hoort hoe onzeker ze van binnen is.

## Wetenswaardigheden
Er is een Chinese remake gemaakt van de film in 2011 die bijna identiek is aan het origineel. De hoofdrollen worden vertolkt door Andy Lau en Gong Li.  

## Rolverdeling
| Acteur          | Personage                 |
| --------------- | ------------------------- |
| Mel Gibson      | Nick Marshall             |
| Helen Hunt      | Darcy McGuire             |
| Marisa Tomei    | Lola                      |
| Alan Alda       | Dan Wanamaker             |
| Ashley Johnson  | Alexandra 'Alex' Marshall |
| Mark Feuerstein | Morgan Farwell            |
| Lauren Holly    | Gigi                      |
| Delta Burke     | Eve                       |
| Valerie Perrine | Margo                     |
| Judy Greer      | Erin                      |
| Sarah Paulson   | Annie                     |
| Ana Gasteyer    | Sue Cranston              |
| Loretta Devine  | Flo                       |
| Logan Lerman    | Kleine Nick Marshall      |